# Wuisse
Wuisse é uma comuna francesa na região administrativa de Grande Leste, no departamento de Mosela. Estende-se por uma área de 14,56 km². Em 2010 a comuna tinha 63 habitantes (densidade: 4,3 hab./km²).